# Асмер, Тойво
То́йво А́смер (эст. Toivo Asmer, род. 8 января 1947 года в Ойзу, Тюриский район, Эстонская ССР (ныне волость Тюри уезда Ярвамаа, Эстония) — многократный чемпион Советского Союза по мотогонкам, эстонский политик, в 1999—2003 годах министр правительства Эстонии по делам регионов.

## Биография
В 1965 году окончил Таллинский строительно-механический техникум. Мотоспортом стал заниматься в 1963 году под руководством Йоханнеса Томсона, автоспортом — в 1973 году под руководством Велло Ваадерпасса.
- В 1964 году чемпион Эстонии среди юниоров в мотогонках на ипподроме[1].
- В 1970 стал чемпионом Эстонии по зимнему кроссу в мотогонках и был удостоен звания «Мастер спорта СССР»[1].
- В 1973 году перешёл в автомобильный спорт. Выступал сначала в классе Formula 4, затем Formula 3 и далее Formula-Eastern.
- С 1979 по 1990 входил сборную СССР[1].
- Шестикратный чемпион СССР[1] и десятикратный чемпион Эстонии.
- Бронзовый призёр 1988 года и серебряный призёр 1989 года Кубка Дружбы социалистических стран по кольцевым автогонкам[2].
- В 1985 году удостоен звания «Мастер спорта СССР международного класса».
- С 1991 по 1997 год работал в качестве президента автомобильной фирмой «Asmer».
- С 1999 по 2003 год был министром правительства Эстонской республики по делам регионов[1].
- С 2001 по 2003 год одновременно руководил Целевым учреждением по развитию предпринимательства.
- С 2002 по 2003 год одновременно руководил Целевым учреждением по продвижению сельского хозяйства.

## Личное
С 1966 по 1968 год играл в таллинском ансамбле «Siirius» на бас-гитаре и в то же время был солистом группы. С 1969 года несколько лет был бас-гитаристом ансамбля «Õnnelemb» из Кейла. В 2006 году выпустил свой CD-диск «Teine pool».
Женат, пятеро детей. Сын Марко Асмер — также автогонщик.
Владеет эстонским, английским, русским и финским языками.